# 新岛学园短期大学
新岛学园短期大学（日语：／ Niijima Gakuen Tanki Daigaku *），简称新短（にいたん），是一所位于日本群马县高崎市的私立短期大学。

## 概要

### 简介
- 学校最早可以追溯到1947年[1]。短期大学为于1983年开办[1]、由学校法人新岛学园经营、来源于新岛襄的同志社、他的新教思想。开始招収男学生于2004年。

### 历史
- 1983年 新岛学园女子短期大学成立并同时设置国际文化学科[1]。
- 19**年 专科国际文化专攻成立。
- 200*年 专科国际文化专攻停办。
- 2004年 新岛学园女子短期大学改校名为新岛学园短期大学、开始招収男学生。国际文化学科改编为职业设计学科[注 1]。保育学科成立[1]。
- 2006年 保育学科变更为群体儿童学科[注 2]。

### 宪章
- 请参看新岛学园短期大学的标志 （页面存档备份，存于） （日語） 2013年11月25日阅览。

## 学校环境
- 校区：在群马县高崎市

## 历任校长
- 岩井文男：第一代短期大学校长[2]。
- 狩野俊郎：现在短期大学校长[3]

## 组织

### 学科
- 职业设计学科[注 1]
- 群体儿童学科[注 2]

### 专科
| - 国际文化专攻已停办 |

### 业余课程
| - 没有 |

### 附属机关
| - 图书馆 |

## 知名校友
- 关根和歌香：东海电视台播音员

## 相关链接
- 日本短期大学列表
- 同志社大学
- 同志社女子大学
- 同志社大学短期大学部：已停办
- 同志社女子大学短期大学部：已停办